# Manfred Deckert
Manfred Deckert   (Halle, 31 de març de 1961) és un saltador d'esquí alemany, ja retirat, que va competir sota bandera de la República Democràtica Alemanya durant les dècades de 1970 i 1980. És germà de l'esquiador de fons Alf-Gerd Deckert.
El 1980 va prendre part en els Jocs Olímpics d'Hivern de Lake Placid, on disputà dues proves del programa de salt amb esquís. En el salt curt guanyà la medalla de plata, compartida amb Hirokazu Yagi i rere Toni Innauer, mentre en el salt llarg fou vintè.
En el seu palmarès també destaca la general del Torneig dels Quatre Trampolins de la temporada 1981-82, així com una medalla de bronze al Campionat del Món de 1985. El 1979, 1983, 1984 i 1987 guanyà el campionat alemany de salts d'esquí.
El 2008 fou escollit alcalde de la ciutat d'Auerbach pel Partit Socialdemòcrata d'Alemanya.